# Huevo órfico

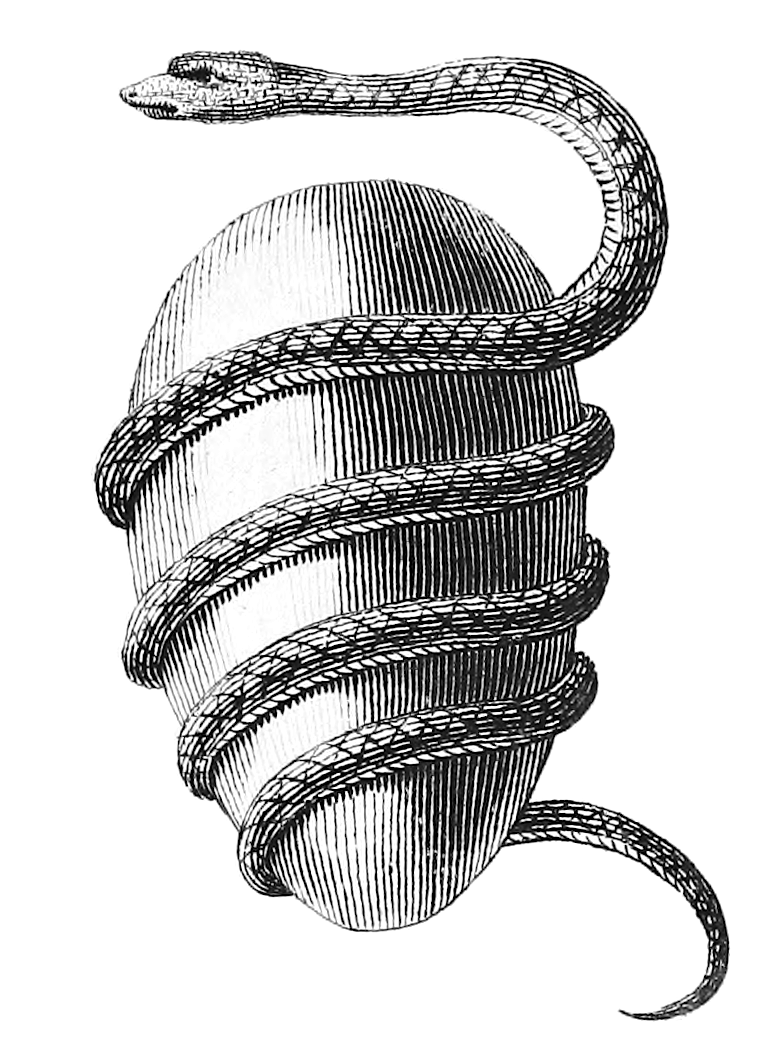
Huevo órfico con Ananké, por Jacob Bryant (1774)

En la tradición órfica de la Grecia antigua, el huevo órfico es el huevo cósmico del que nació la deidad primordial hermafrodita Fanes/Protógono (que también se equipara a Zeus, Pan, Metis, Eros, Erikepaios y Bromius), que a su vez creó a los demás dioses. El huevo se representa a menudo con una criatura parecida a una serpiente, Ananké, enrollada sobre él.

## Simbolismo
En el mito griego, especialmente en el pensamiento órfico, Fanes es el ser primordial alado y dorado que nació del huevo cósmico brillante que fue la fuente del universo. Llamado Protógonos (Primogénito) y Eros (Amor) -siendo la semilla de los dioses y los hombres- Fhanes significa "traer la luz" o "brillar" y está relacionado con el griego "brillar" así como con el latín "Lucifer". Un antiguo himno órfico se refiere a él así:

Inefable, oculto, brillante vástago, cuyo movimiento es zumbante, dispersaste la oscura niebla que yacía ante tus ojos y, batiendo tus alas, giraste alrededor, y a través de este mundo trajiste la luz pura.